# Diakonessenhuis (Leeuwarden)
Het Diakonessenhuis is een voormalig ziekenhuis van protestants-christelijke signatuur in Leeuwarden, dat in 1879 door Mattheus Teffer werd opgericht. 

## Geschiedenis
De vraag naar ziekenhuiszorg was zo groot dat het Diaconessenhuis na twee jaar al verhuisde naar een groter onderkomen op de Voorstreek. Uiteindelijk vestigde het zich in 1894 aan de Noordersingel. Het werd gebouwd naar een ontwerp van Willem Cornelis de Groot in Neorenaissance-stijl.
Het was oorspronkelijk maar een klein gebouw, maar later werd er flink uitgebreid. Het ziekenhuis bouwde een verpleegflat met vijf verdiepingen en later nog een polikliniek, die de Paul Krugerstraat met bijbehorende (monumentale) huizen opslokte.
In 1982 fuseerde het Diakonessenhuis met twee andere Leeuwarder ziekenhuizen: het rooms-katholieke Sint Bonifatius Hospitaal en Triotel (een algemeen ziekenhuis) tot het MCL. Het Diakonessenhuis werd omgedoopt in het MCL-Midden. In 1987 bouwde het MCL bij het nieuwgebouwde Triotel een nieuw ziekenhuis, en het Diakonessenziekenhuis ging dicht. Na 1987 is nagenoeg het hele ziekenhuis verbouwd tot woningen.

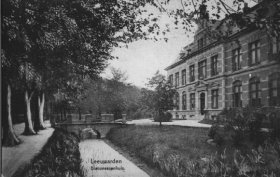
Het Diakonessenhuis in 1907
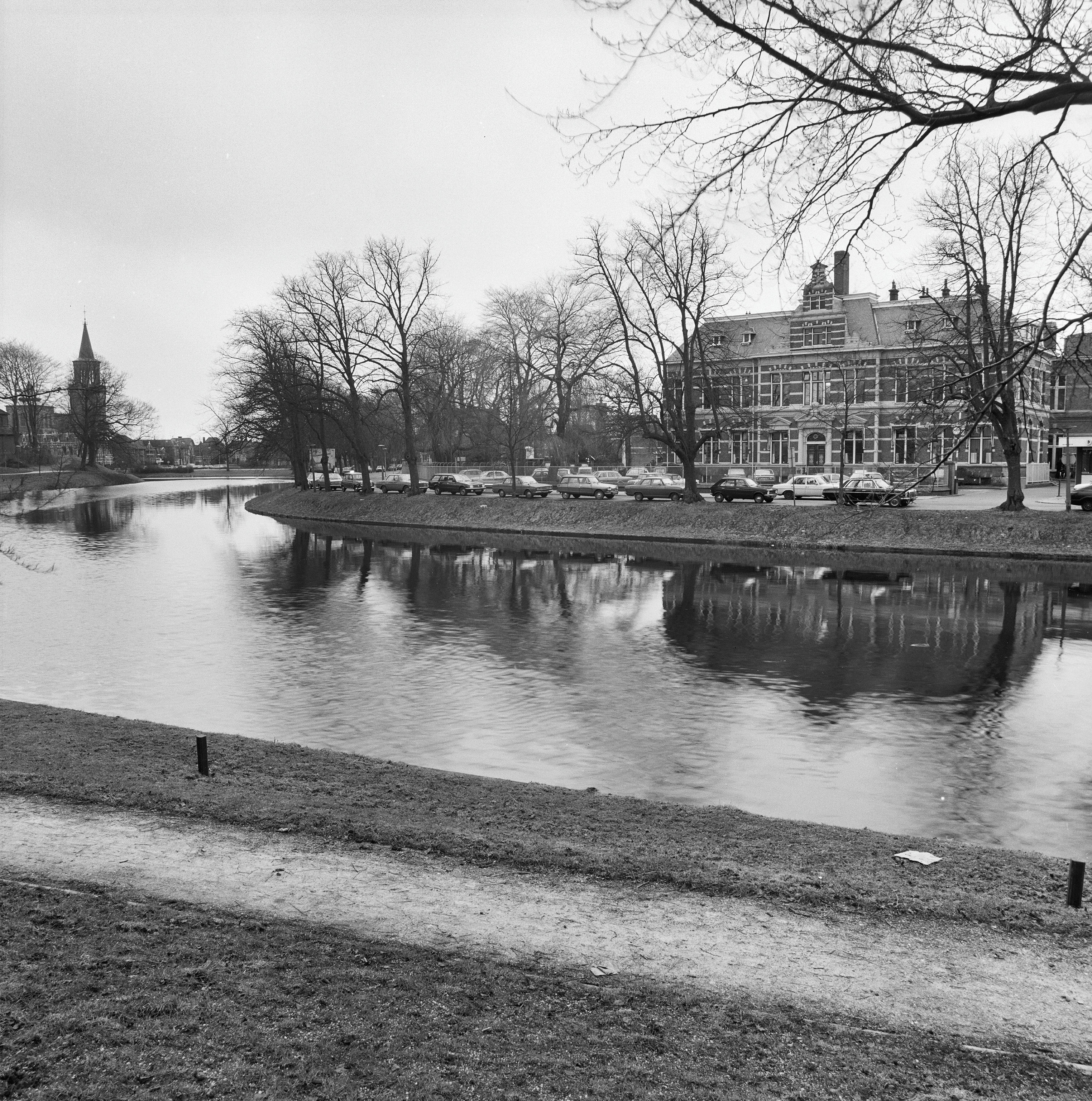
Diaconessenhuis aan de gracht (1979)